# Westmecklenburg
Westmecklenburg ist der ca. 7.000 km² große westlichste Teil des Landes Mecklenburg-Vorpommern.

## Teile und Bewohner
Es umfasst Anteile des historischen Territoriums von Mecklenburg-Schwerin und von Mecklenburg-Strelitz (Teile des ehemaligen Fürstentums Ratzeburg um die Stadt Schönberg (Mecklenburg)) und von Sachsen-Lauenburg (die durch das Barber-Ljaschtschenko-Abkommen der damaligen sowjetischen Besatzungszone zugeschlagenen preußischen Gemeinden).
Das Gebiet Westmecklenburgs besteht aus dem Landkreis Nordwestmecklenburg und dem Landkreis Ludwigslust-Parchim sowie der kreisfreien Stadt Schwerin. Es ist gesetzlich als Planungsregion, d. h. Teilraum für die regionale Landesplanung in Deutschland definiert, die von einem regionalen Planungsverband zu erstellen ist.
Das Gebiet hatte am 30. Juni 2008 483.939 Einwohner. Zentrum der Region ist die Landeshauptstadt Schwerin. Weitere wichtige Städte sind Wismar, Parchim, Ludwigslust, Hagenow und Grevesmühlen.
Westmecklenburg ist durch hügelige Alt- und Jungmoränen des Baltischen Landrückens mit eingestreuten Binnenseen durch die Weichseleiszeit geprägt. An der Ostsee finden sich Steilküsten, die Lübecker Bucht und die Wismarer Bucht mit der Insel Poel sowie als Badeort Boltenhagen. Im Nordosten geht Westmecklenburg in die Region Mittleres Mecklenburg über. Im Südosten besteht ein fließender Übergang zur Mecklenburgischen Seenplatte.

## Neugliederung der Landkreise

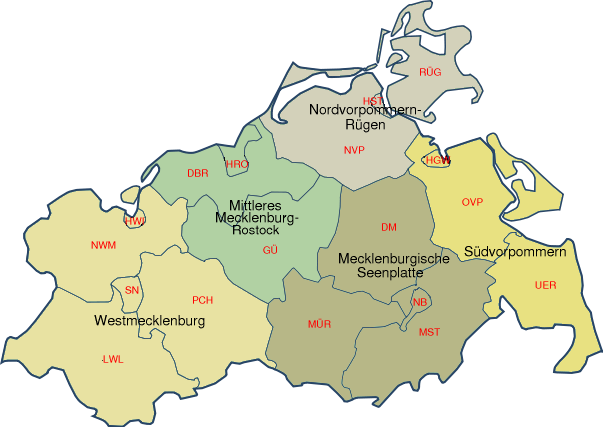
Westmecklenburg als ursprünglich geplanter Landkreis der Kreisgebietsreform 2009

Gemäß der Entscheidung des Landtags am 5. April 2006 sollte es ab dem 1. Oktober 2009 einen Großkreis Westmecklenburg mit der Kreisstadt Schwerin geben. Dieser Großkreis sollte die bisherigen Landkreise Ludwigslust, Nordwestmecklenburg und Parchim sowie die bisherigen kreisfreien Städte Schwerin und Wismar umfassen. Nach dem Urteil des Landesverfassungsgerichtes vom 26. Juli 2007 kann das Reformgesetz in der bisher geplanten Form als mit der Verfassung des Landes unvereinbar nicht umgesetzt werden.